# Bahnhof București Nord

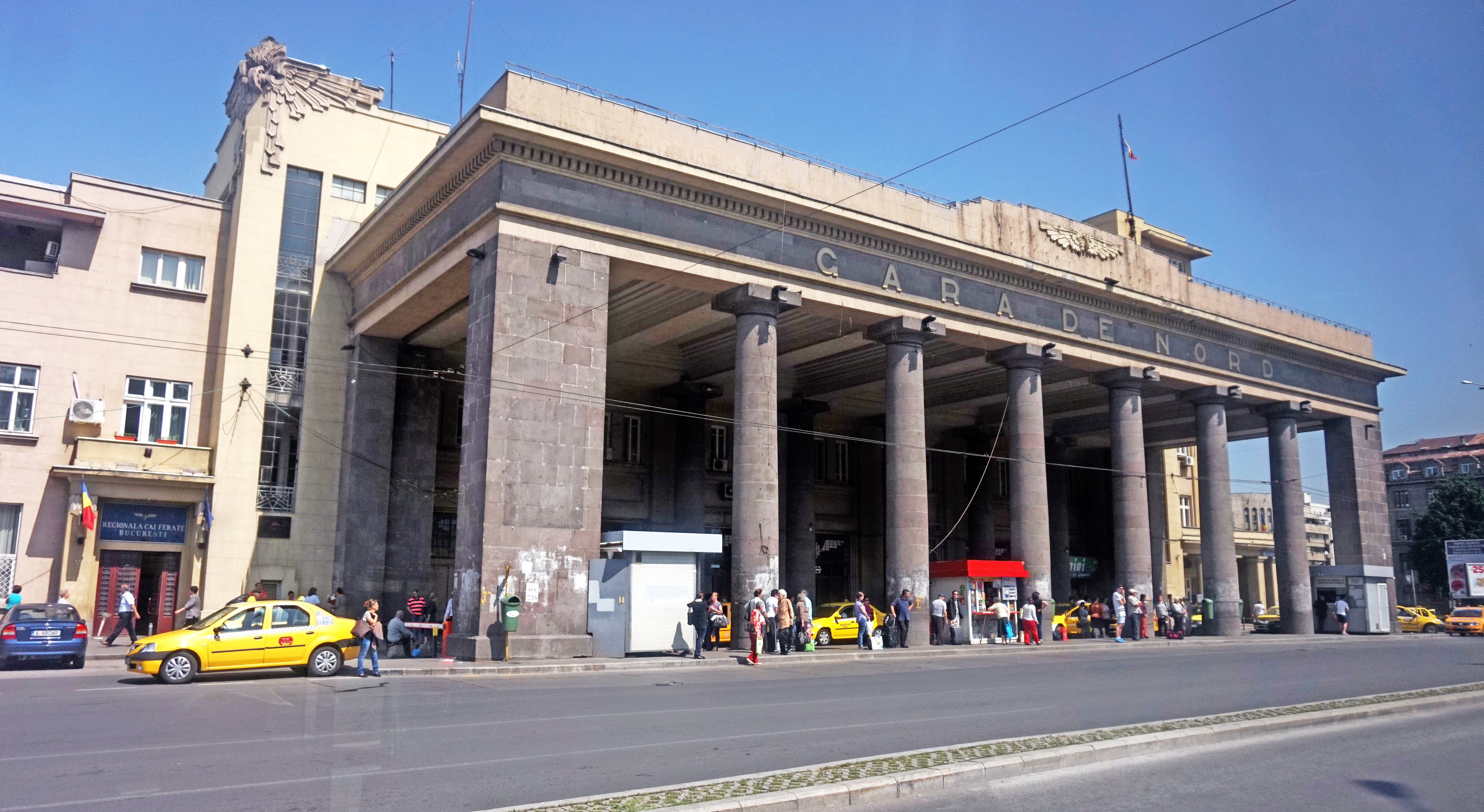
Gara de Nord

Der Bahnhof București Nord (rumänisch: Gara București Nord oder kurz Gara de Nord) ist der Hauptbahnhof von Bukarest und gleichzeitig der größte Bahnhof in Rumänien. Es handelt sich um einen Kopfbahnhof mit 14 Gleisen. Er wurde in den Jahren 1868 bis 1872 errichtet. Der Innenteil des Gebäudes wurde nach dem EU-Beitritt Rumäniens renoviert.
Zum Nordbahnhof fahren sowohl Züge des Nahverkehrs (betrieben von Căile Ferate Române) als auch internationale Verbindungen. Fast alle rumänischen Hauptlinien starten oder enden im Gara de Nord. Die Vorortzüge Bukarests, die nach Norden aus der Stadt hinausfahren, beginnen entweder hier oder in der benachbarten Station Basarab, die über die U-Bahn angeschlossen ist.
Der ursprüngliche Name des Bahnhofs war Gara Târgoviștei, benannt nach der angrenzenden Straße Calea Târgoviștei (heute Calea Griviței).
Der Bahnhof wird von der Straßenbahn Bukarest sowie mehreren Oberleitungs- und Autobus-Linien bedient. Des Weiteren gibt es eine Station der Bukarester U-Bahn, die direkt unter dem Bahnhof liegt und mit Rolltreppen verbunden ist. Hier fahren die Linien M1 und M4.
Während des Zweiten Weltkrieges wurde Bukarest mehrfach bombardiert. Hierbei war besonders der Bahnhof als logistischer Knotenpunkt beim Transport von Munition, Treibstoff aus der Stadt Ploiești sowie anderen kriegswichtigen Materialien nach Deutschland und an die Ostfront ein wichtiges Ziel für die anglo-amerikanischen Luftstreitkräfte.
Im Zuge des russischen Überfalls auf die Ukraine 2022 und der damit ausgelösten Fluchtbewegung hat sich der Bahnhof zu einem Drehkreuz für Flüchtlinge aus der Ukraine entwickelt. Im Zuge dessen hat der Sänger Tom Odell sein Lied Another Love vor Ort aufgeführt, welches durch die sozialen Netzwerke als "Lied für Menschlichkeit" und "Hymne der Hoffnung" miteinander in Verbindung gebracht wurde.